# تل النهر
تل النهر (به عربی: تل النهر) یک روستا در سوریه است که در استان حما واقع شده‌است.

## خصوصیات
تل النهر ۱٬۵۰۷ نفر جمعیت دارد.